# Genoa Cricket and Football Club 2007-2008

## Stagione
La stagione 2007-08 è quella del ritorno in A per il Genoa, che vi aveva militato l'ultima volta nel 1994-95. Il debutto avviene in casa contro il Milan, 12 anni dopo i fatti di Vincenzo Spagnolo: i rossoneri vincono per 3-0. La prima vittoria arriva alla 5ª giornata, quando la tripletta di Borriello permette di sconfiggere l'Udinese. Con altre due vittorie contro Napoli e Cagliari, la squadra sale al 5º posto ma nelle successive nove partite fa solo quattro punti e si ritrova al 15º posto. Il girone d'andata si conclude nel modo positivo con 3 vittorie in altrettante gare giocate.
Nel girone di ritorno, la squadra ligure è protagonista di un buon campionato che, nonostante i risultati sfavorevoli nel derby contro la Sampdoria, e le sconfitte con tutte le prime quattro classificate (tranne un 1-1 contro i campioni d'Italia l'Inter), il Genoa parve lottare per un posto in UEFA e raggiunse il settimo posto alla 25ª giornata.  Purtroppo, nelle restanti partite, la squadra vinse solo 4 volte e termina al decimo posto a quota 48 punti.

## Organigramma societario
Area direttiva
- Presidente: Enrico Preziosi
- Vicepresidente: Gianni Blondet
- Amministratore Delegato: Alessandro Zarbano

Area organizzativa
- Direttore Sportivo: Stefano Capozucca
- General Manager: Gino Montella
- Direttore Generale: Fabrizio Preziosi

Area comunicazione
- Responsabile Comunicazione: Dino Storace

Area tecnica
- Allenatore: Gian Piero Gasperini
- Allenatore in seconda: Bruno Caneo
- Collaboratori tecnici: Tullio Gritti, Maurizio Venturi
- Preparatori atletici: Alessandro Pilati, Luca Trucchi
- Preparatore dei portieri: Gianluca Spinelli

Area sanitaria
- Responsabile sanitario: Paolo Barbero

## Rosa

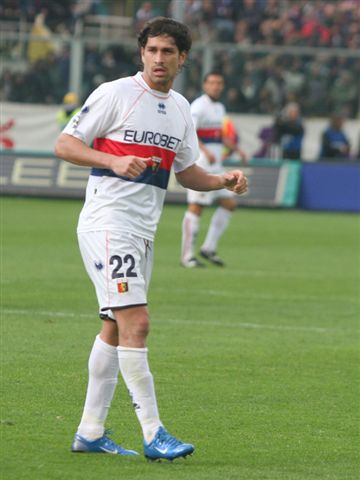
Marco Borriello, 19 reti nel campionato 2007-08.

| N. |                      | Ruolo | Calciatore               |
| -- | -------------------- | ----- | ------------------------ |
| 1  | Ecuador (bandiera)   | P     | Damián Lanza             |
| 3  | Italia (bandiera)    | D     | Cesare Bovo              |
| 4  | Italia (bandiera)    | D     | Francesco Bega           |
| 4  | Paraguay (bandiera)  | C     | Oscar Daniel Torres      |
| 5  | Italia (bandiera)    | C     | Manuel Coppola           |
| 7  | Italia (bandiera)    | C     | Marco Rossi              |
| 8  | Brasile (bandiera)   | C     | Danilo Sacramento        |
| 9  | Argentina (bandiera) | A     | Luciano Gabriel Figueroa |
| 10 | Uruguay (bandiera)   | C     | Matías Masiero           |
| 11 | Honduras (bandiera)  | A     | Julio César de León      |
| 23 | Italia (bandiera)    | D     | Andrea Signorini         |
| 14 | Italia (bandiera)    | A     | Giuseppe Sculli          |
| 15 | Italia (bandiera)    | C     | Silvano Raggio Garibaldi |
| 16 | Italia (bandiera)    | D     | Alessandro Lucarelli     |
| 17 | Argentina (bandiera) | A     | Emmanuel Ledesma         |
| 18 | Italia (bandiera)    | D     | Domenico Criscito        |
| 19 | Italia (bandiera)    | C     | Matteo Paro              |
| 20 | Senegal (bandiera)   | A     | Papa Waigo N'Diayè       |
| 20 | Italia (bandiera)    | D     | Alessio Grea             |
| 21 | Italia (bandiera)    | A     | Marco Di Vaio            |
| 22 | Italia (bandiera)    | A     | Marco Borriello          |

| N.  |                    | Ruolo | Calciatore               |
| --- | ------------------ | ----- | ------------------------ |
| 23  | Italia (bandiera)  | D     | Tommaso Ghinassi         |
| 24  | Francia (bandiera) | D     | Abdoulay Konko           |
| 25  | Italia (bandiera)  | D     | Gaetano De Rosa          |
| 26  | Italia (bandiera)  | D     | Matteo Amico             |
| '27 | Italia (bandiera)  | D     | Cristian Stellini        |
| 27  | Italia (bandiera)  | D     | Salvatore Cannella       |
| 27  | Italia (bandiera)  | A     | Gabriele Mazzei          |
| 28  | Croazia (bandiera) | C     | Ivan Jurić               |
| 29  | Brasile (bandiera) | C     | Fabiano                  |
| 30  | Italia (bandiera)  | A     | Mirco Gasparetto         |
| 31  | Italia (bandiera)  | C     | Simone Pasqui            |
| 32  | Italia (bandiera)  | C     | Mirko Martucci           |
| 33  | Brasile (bandiera) | D     | Santos                   |
| 34  | Italia (bandiera)  | D     | Andrea Masiello          |
| 35  | Italia (bandiera)  | P     | Stefano Raggio Garibaldi |
| 38  | Brasile (bandiera) | A     | Wilson                   |
| 68  | Belgio (bandiera)  | D     | Anthony Vanden Borre     |
| 73  | Italia (bandiera)  | P     | Alessio Scarpi           |
| 77  | Italia (bandiera)  | C     | Omar Milanetto           |
| 83  | Brasile (bandiera) | P     | Rubinho                  |
| 90  | Italia (bandiera)  | P     | Mirko Lamantia           |

## Risultati

### Serie A

#### Girone di andata
| Arbitro: | Saccani (Mantova) |

|  |           |                                      |
|  | Marcatori | 21’ Ambrosini 44’, 45+3’ (rig.) Kaká |

| Catania 2 settembre 2007, ore 15:00 CEST 2ª giornata | Catania           | 0 – 0 referto | Genoa | Stadio Angelo Massimino (16.139 spett.)\| Arbitro: \| Rizzoli (Bologna) \| |
| Arbitro:                                             | Rizzoli (Bologna) |               |       |                                                                            |

| Arbitro: | Dondarini (Finale Emilia) |

|                  |           |                   |
| M. Borriello 57’ | Marcatori | 53’ (rig.) Tavano |

| Genova 23 settembre 2007, ore 20:30 UTC+1 4ª giornata | Sampdoria        | 0 – 0 referto | Genoa | Stadio Luigi Ferraris (33.060 spett.)\| Arbitro: \| Rosetti (Torino) \| |
| Arbitro:                                              | Rosetti (Torino) |               |       |                                                                         |

| Arbitro: | Ciampi (Roma) |

|                                   |           |                    |
| M. Borriello 21’, 47’, 73’ (rig.) | Marcatori | 51’ Gyan 76’ Mesto |

| Arbitro: | Pierpaoli (Firenze) |

|                    |           |                                 |
| Domizzi 51’ (rig.) | Marcatori | 12’ (aut.) Cannavaro 89’ Sculli |

| Arbitro: | Girardi (San Donà di Piave) |

|                              |           |  |
| M. Borriello 59’ Di Vaio 73’ | Marcatori |  |

| Arbitro: | Banti (Livorno) |

|               |           |  |
| Del Piero 36’ | Marcatori |  |

| Genova 28 ottobre 2007, ore 20:30 UTC+1 9ª giornata | Genoa    | 0 – 0 referto | Fiorentina | Stadio Luigi Ferraris (24.876 spett.)\| Arbitro: \| Morganti \| |
| Arbitro:                                            | Morganti |               |            |                                                                 |

| Arbitro: | Tagliavento (Terni) |

|                                                    |           |           |
| Córdoba 8’ Cambiasso 50’ Suazo 74’ Cruz 88’ (rig.) | Marcatori | 73’ Konko |

| Arbitro: | Gervasoni (Mantova) |

|                                |           |                                  |
| León 59’, 66’ M. Borriello 82’ | Marcatori | 8’ Cavani 76’ Brienza 91’ Amauri |

| Arbitro: | Trefoloni (Siena) |

|                         |           |  |
| Amoruso 32’ Joelson 81’ | Marcatori |  |

| Arbitro: | Rosetti (Torino) |

|  |           |             |
|  | Marcatori | 90’ Panucci |

| Arbitro: | Rizzoli (Bologna) |

|           |           |                  |
| Lanna 55’ | Marcatori | 47’ M. Borriello |

| Arbitro: | Dondarini (Finale Emilia) |

|              |           |                          |
| Figueroa 89’ | Marcatori | 11’, 23’ Frick 20’ Loria |

| Arbitro: | Giannoccaro (Lecce) |

|                |           |              |
| Giovinco 45+1’ | Marcatori | 88’ Masiello |

| Arbitro: | Girardi (San Donà di Piave) |

|                         |           |  |
| M. Borriello 43’ (rig.) | Marcatori |  |

| Arbitro: | Stefanini (Prato) |

|           |           |                       |
| Mauri 23’ | Marcatori | 52’, 55’ M. Borriello |

| Arbitro: | Pierpaoli (Firenze) |

|                               |           |                 |
| M. Borriello 73’ Figueroa 84’ | Marcatori | 67’ (rig.) Doni |

#### Girone di ritorno
| Arbitro: | Rocchi (Firenze) |

|               |           |  |
| Pato 68’, 82’ | Marcatori |  |

| Arbitro: | Velotto (Grosseto) |

|                                    |           |                 |
| Danilo 14’ M. Borriello 71’ (rig.) | Marcatori | 59’ (aut.) Bovo |

| Arbitro: | Romeo (Verona) |

|            |           |             |
| Tavano 16’ | Marcatori | 82’ Di Vaio |

| Arbitro: | Rizzoli (Bologna) |

|  |           |            |
|  | Marcatori | 87’ Maggio |

| Arbitro: | Orsato (Schio) |

|                                                   |           |                                               |
| Di Natale 28’ (rig.), 40’ (rig.) Floro Flores 75’ | Marcatori | 9’ León 43’ Sculli 57’, 81’, 88’ M. Borriello |

| Arbitro: | Gervasoni (Mantova) |

|                                    |           |  |
| Sculli 41’ M. Borriello 76’ (rig.) | Marcatori |  |

| Arbitro: | Velotto (Grosseto) |

|                                    |           |                  |
| Acquafresca 29’ Rubinho 45’ (aut.) | Marcatori | 15’ A. Lucarelli |

| Arbitro: | Morganti (Ascoli Piceno) |

|  |           |                           |
|  | Marcatori | 25’ Grygera 33’ Trezeguet |

| Arbitro: | Ayroldi (Molfetta) |

|                                  |           |             |
| Santana 18’ Mutu 30’ Pazzini 55’ | Marcatori | 18’ Masiero |

| Arbitro: | Rocchi (Firenze) |

|                  |           |           |
| M. Borriello 85’ | Marcatori | 11’ Suazo |

| Arbitro: | Tagliavento (Terni) |

|                        |           |                                      |
| Amauri 24’ (rig.), 93’ | Marcatori | 29’ Figueroa 50’ Milanetto 61’ Konko |

| Arbitro: | Gervasoni (Mantova) |

|                                 |           |  |
| M. Borriello 59’ M. Rossi 90+2’ | Marcatori |  |

| Arbitro: | Banti (Livorno) |

|                                            |           |                       |
| Taddei 14’ Vučinić 17’ De Rossi 80’ (rig.) | Marcatori | 58’ M. Rossi 59’ León |

| Arbitro: | Orsato (Schio) |

|                                         |           |  |
| Di Vaio 52’ M. Borriello 61’ Sculli 69’ | Marcatori |  |

| Arbitro: | Marelli (Como) |

|  |           |           |
|  | Marcatori | 24’ Konko |

| Arbitro: | Gava (Conegliano) |

|  |           |           |
|  | Marcatori | 15’ Abate |

| Arbitro: | Trefoloni (Siena) |

|                  |           |  |
| C. Lucarelli 58’ | Marcatori |  |

| Arbitro: | Pierpaoli (Firenze) |

|  |           |                         |
|  | Marcatori | 32’ Rocchi 45+2’ Pandev |

| Arbitro: | Tommasi (Bassano del Grappa) |

|                            |           |  |
| Floccari 32’ Marconi 90+3’ | Marcatori |  |

### Coppa Italia

#### Prima fase
| Arbitro: | Marelli (Como) |

|                             |           |                |
| Milanetto 3’ Papa Waigo 16’ | Marcatori | 32’ Carparelli |

| Arbitro: | Valeri (Roma) |

|                                   |           |                            |
| Soncin 33’ Melucci 87’ Centi 114’ | Marcatori | 54’ Di Vaio 89’ Papa Waigo |

## Statistiche

### Statistiche di squadra
| Competizione | Punti | In casa | In casa | In casa | In casa | In casa | In casa | In trasferta | In trasferta | In trasferta | In trasferta | In trasferta | In trasferta | Totale | Totale | Totale | Totale | Totale | Totale | DR |
| Competizione | Punti | G       | V       | N       | P       | Gf      | Gs      | G            | V            | N            | P            | Gf           | Gs           | G      | V      | N      | P      | Gf     | Gs     | DR |
| ------------ | ----- | ------- | ------- | ------- | ------- | ------- | ------- | ------------ | ------------ | ------------ | ------------ | ------------ | ------------ | ------ | ------ | ------ | ------ | ------ | ------ | -- |
| Serie A      | 48    | 19      | 8       | 4       | 7       | 23      | 22      | 19           | 5            | 5            | 9            | 21           | 30           | 38     | 13     | 9      | 16     | 44     | 52     | -8 |
| Coppa Italia | -     | 1       | 1       | 0       | 0       | 2       | 1       | 1            | 0            | 0            | 1            | 2            | 3            | 2      | 1      | 0      | 1      | 4      | 4      | 0  |
| Totale       | -     | 20      | 9       | 4       | 7       | 25      | 23      | 20           | 5            | 5            | 10           | 23           | 33           | 40     | 14     | 9      | 17     | 48     | 56     | -8 |

### Andamento in campionato
| Giornata  | 1  | 2  | 3  | 4  | 5  | 6 | 7 | 8 | 9  | 10 | 11 | 12 | 13 | 14 | 15 | 16 | 17 | 18 | 19 | 20 | 21 | 22 | 23 | 24 | 25 | 26 | 27 | 28 | 29 | 30 | 31 | 32 | 33 | 34 | 35 | 36 | 37 | 38 |
| --------- | -- | -- | -- | -- | -- | - | - | - | -- | -- | -- | -- | -- | -- | -- | -- | -- | -- | -- | -- | -- | -- | -- | -- | -- | -- | -- | -- | -- | -- | -- | -- | -- | -- | -- | -- | -- | -- |
| Luogo     | C  | T  | C  | T  | C  | T | C | T | C  | T  | C  | T  | C  | T  | C  | T  | C  | T  | C  | T  | C  | T  | C  | T  | C  | T  | C  | T  | C  | T  | C  | T  | C  | T  | C  | T  | C  | T  |
| Risultato | P  | N  | N  | N  | V  | V | V | P | N  | P  | N  | P  | P  | N  | P  | N  | V  | V  | V  | P  | V  | N  | P  | V  | V  | P  | P  | P  | N  | V  | V  | P  | V  | V  | P  | P  | P  | P  |
| Posizione | 19 | 16 | 17 | 15 | 12 | 9 | 5 | 6 | 10 | 11 | 11 | 12 | 13 | 14 | 15 | 15 | 12 | 12 | 9  | 10 | 10 | 9  | 10 | 8  | 8  | 8  | 9  | 10 | 12 | 8  | 8  | 8  | 8  | 8  | 8  | 8  | 9  | 10 |

Legenda:

Luogo: C = Casa; T = Trasferta. Risultato: V = Vittoria; N = Pareggio; P = Sconfitta.